# Meta refresh
Meta refresh je nepárový HTML tag používající se k přesměrování uživatele z jedné stránky na druhou nebo pokud chceme aktuální www stránku z nějakého důvodu znovu načíst (chat aj.). Meta refresh může mít mnoho podob, podoba se odvíjí podle toho, jak chceme refresh použít. Meta refresh umisťujeme většinou do hlavičky (head) HTML dokumentu.
Podoba Meta refresh (znovunačtení stejné - aktuální stránky) - stránka bude znova načtena za 5 s
```
<meta http-equiv="refresh" content="5">
```

Takto bude Meta refresh vypadat, pokud chceme za 5 s načíst stránku wikipedia.org, můžeme nastavit též na 0 (přesměrování proběhne ihned)
```
<meta http-equiv="refresh" content="5;url=http://wikipedia.org">
```

Prohlížeč si přečte tento tag z hlavičky dokumentu a provede příslušnou operaci. S tímto tagem se setkáte také na download serverech, když stahujete soubor - program, objeví se Vám text ve znění pokud stahování nezačne automaticky do 15 sekund, klepněte sem. Na takovéto stránce je tedy použit prvek meta refresh, někdy je dobře, pokud uvedeme alternativní odkaz, neboť se dá meta refresh v prohlížeči zablokovat (užívá minimum uživatelů[zdroj⁠?!]).